# Monthureux-sur-Saône
Monthureux-sur-Saône – miejscowość i gmina we Francji, w regionie Grand Est, w departamencie Wogezy.
Według danych na rok 1990 gminę zamieszkiwało 1065 osób, a gęstość zaludnienia wynosiła 56 osób/km² (wśród 2335 gmin Lotaryngii Monthureux-sur-Saône plasuje się na 351. miejscu pod względem liczby ludności, natomiast pod względem powierzchni na miejscu 202.).